# Parc Nacional de Bukit Barisan Selatan
El Parc Nacional Bukit Barisan Selatan és un parc nacional a Sumatra, Indonèsia. El parc es troba al llarg de la serralada de Bukit Barisan, té una superfície total de 3.568 km², i s'estén per tres províncies: Lampung, Bengkulu, i el sud de Sumatra. Juntament amb els parcs nacionals de Gunung Leuser i Kerinci Seblat forma un Patrimoni de la Humanitat, Patrimoni de les Selva tropical de Sumatra.